# 左舜生
左舜生（1893年10月13日—1969年10月16日），谱名学训，别号仲平，字舜生，以字行，筆名黑頭、阿斗，湖南長沙人，中華民國政治人物，历史学家。

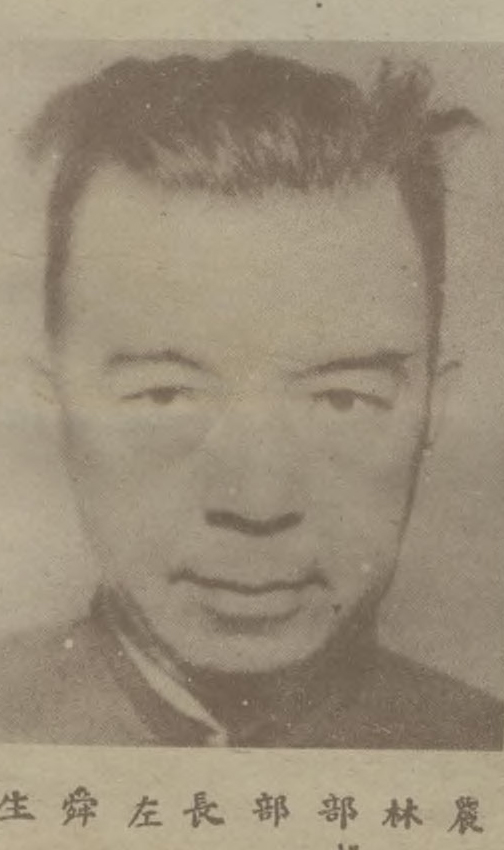

## 生平
上海震旦大学毕业（法文系）。1918年參加少年中國學會。1919年7月，与曾琦、恽代英、毛泽东、张国焘、李大钊、张闻天、邓中夏、李璜、何鲁之、余家菊、陈启天、黄日葵、刘仁静、段锡朋、罗家伦、易家钺、易嶷之、熊梦飞、田汉、沈泽民、何公敢等发起组织少年中国学会，并任《少年中国》月刊主编；后任该会执行部主任。1920年任中华书局编译所新书部主任，出版《新文化丛书》等。1923年，与曾琦、李璜等发起组织中国青年党。1924年，任中国青年党党刊《醒狮周报》总经理。1925年加入中國青年黨。1935年，任青年党中央执行委员会委员长。抗日战争初期回长沙，参加湖南文化界抗敌后援会，当选为理事。1937年，以青年党代表身份，任国民参政会参政员。1945年7月，曾访问延安。1946年，在上海创办《中华时报》、《青年生活》。1946年11月，中国青年党与民盟分裂。
1947年3月9日，左舜生對記者稱：青年黨仍希望地方政府之改組能早日進行，並亟願在黨員較多之地方參加省、市、縣各級政府。同年，任国民政府农林部长。1948年12月，蔣介石特任左舜生為農林部長並為行政院政務委員。1949年去香港，创办反共刊物《自由阵线》。先后在香港新亚书院、香港清华书院任教。1969年去台湾，任总统府国策顾问。10月病逝于台湾。终年76岁。著有《中国近代史四讲》、《黄兴评传》、《近代中日外交关系小史》、《左舜生选集》等。